# U.H.O.フューチャーレスキュー2061
U.H.O.フューチャーレスキュー2061とは近未来を舞台にした科学技術アニメ作品である。第46回科学技術映像祭参加作品（科学技術部門・2006年）。

## 概要
時代はハレー彗星が地球に再来する2061年。核融合施設から発生する膨大なエネルギーを利用し、夢の乗り物「U.H.O.」を駆る特殊救援隊の活躍を描く。
一話約14分間とアニメとしては比較的短い作品であるが、製作年が2003年度から2007年度までと長い。メインストーリーは第22話までであり、第23話からは「U.H.O.フューチャーレスキュー2061 U.H.O.レポート」と改題され、メインストーリーを補完する形のエピソードとなっている。2009年12月より、人物、設定を一新した新シリーズ（2008年度製作）が放映された（第28話から第32話）。
なお、第3期は7,498千円で制作された。

## U.H.O
U.H.O.とはUnidentified High technology Object＝未確認ハイテクマシンの略であり、現在の科学技術開発の延長線上に実現化が想定される乗り物として登場する。毎回違った「U.H.O.」が登場し、作品中には学者、専門家等による原理の解説が挿入されている。
ライトフライト
核融合施設から発射される高出力マイクロ波によって飛行する「U.H.O.」。推進剤により宇宙空間の飛行も可能。本作品の主要装備のひとつでありSOLAのシンボルマークにも使われている。
ライトフライト2
旧型機より機体の大きさが倍になっているため、マイクロ波の集光効率が良く、さらなるペイロードの増加が可能となる。なお、旧型のライトフライトが黄色を基調とした塗装であったが、この機体は青を基調とした塗装となっている。
レスキューパック
複数の無人救助レスキューロボットとその遠隔制御装置をコンテナにパックしたもの。無線通信を通じてオペレータが無人救助レスキューロボットを遠隔制御するが、無線通信が断絶するとAIによる自律制御に切り替わる。大規模災害に備え、各地の拠点に配置されている。
ネモ
「誰でもない」を意味するラテン語を名づけられた無人救助レスキューロボット。災害救助の実際をAIに学習させるためにウシオ達と行動を共にする。ウシオは人間の職域を侵す存在として警戒しネモもウシオの行動は理解不能で対立したが、行動を共にするうちに人間でしかできないことと機械でしかできないことがあると互いに気付き、信頼しあうようになっていく。

## 科学技術応用研究所 SOLA
科学技術応用研究所 SOLAとは本作品の主な舞台となる核融合研究施設。核融合炉は稼働率6割、未だ施設建造中であるが、核融合による膨大なエネルギーを発生させることができる。
フュージョンシティ
都市全体にエネルギーを供給する核融合施設を中心として発達した未来の都市。核融合の燃料として海水中の重水を利用するので、核融合施設は海に面している。
閉鎖型生態系実験施設うりざね
第28話以降の舞台。6年前にウィルス汚染が発生したため乗員全員が退去し、ロボット達だけが残された。大部分の時間は海中を進んでいるが、ときおり海上に浮上する。

## 主な登場人物
カンナリ　ウシオ
声：平野貴裕
本作品の主人公のひとりで活発な若者。父もかつてSOLAのパイロットであったが、宇宙開発中に行方不明となり、自身もSOLAのテストパイロットとなる。
モモノ　ナギ
声：柳澤伶弥
本作品の主人公のひとりで活発な若い女性、モモノ司令の孫。SOLAのオペレータ。
タカミネ
声：杉山佳穂
SOLAの博士、エネルギー工学のエキスパート。少々とぼけたところに愛嬌がある眼鏡が似合う若い女性。いつも冷静で、状況に応じて柔軟な判断を下す。ムナカタの婚約者であり、作品中で結婚式を挙げる。
ゴンザレス
声：佐倉徹
SOLAの博士、エレクトロニクスの天才的設計者。作品に登場する技術、機構を解説する。常に落ち着いているが、ウシオの暴走を身を挺して止めたり辞表を胸に上部委員会と掛け合ったりするなど、内面に熱い性格を秘めている。
モモノ司令
声：石橋美佳、ひらきちか
SOLAの博士で最高責任者。江戸っ子調で威勢よく皆を束ねるが、夫の遺志を継ぎ火星緑化計画のために退任する。
バンドウ司令
声：中村隆行
モモノ司令の後任。主計局出身の事務方であり、合理性と効率化を追求しSOLAは救助組織ではないと言い切る。ウシオ達と対立するが、次第にその実力を認めるようになる。
ムナカタ
声：天ノ一（旧名：天野晴薫）
本部技術部長。常に冷静である。かつてウシオの父とは親友だった。
ミドリ
声：ひらきちか
救助を仕事とする民間企業「ボルトロン社」の女性パイロット。過去にナギを救助したこともある。
ダイナモ
声：佐倉徹
民間企業「ボルトロン社」のパイロット、腕が立ち、頼りにされている存在。ヘルメットとゴーグルに顔を隠しており謎が多い人物。モモノ司令とムナカタはその正体を知っていたが、ウシオはミドリとダイナモが火星探査に旅立つときに父であると確信する。
ウカイ　ミハル
声：埴岡由紀子
無人救助レスキューロボットであるレスキューパック「ネモ」の遠隔操作パイロット。繊細で責任感が強いツインテールの若い女性。
アワタ
声：天ノ一
エドモント出版記者。SOLAの研究成果をスクープしようと取材を続ける。第23話からはアワタのレポートという視点で作品が描かれる。
ハナ
ナギのペットであるロボット犬。パスワードを入力すれば、リモート接続できる。
クーニャ　トリスタン
声：吉岡麻耶
28話からの新シリーズの主人公。少女冒険家。世界一周を目指していたが、潜水艦が故障して巨大人工島ウリザネに漂着する。
ヌーン
声：小嶋一成
28話からの新シリーズに登場するロボット。バッテリー切れだったところをクーニャによって再起動され、ヌーンと名付けられる。
サナダ
声：武虎
ウリザネの元乗員。とある事情で、他の乗員とともにウリザネから地上に退去している。

## 主題歌
「遠い未来へのメモリー」（オープニング）（1-27話）、（エンディング）（32話）
作詞・作曲・編曲：塚原Ricco義弘、歌：福地美和、コーラス：登山詩織、狩野聖子、塚原Ricco義弘
「For You」（エンディング）
作詞：登山詩織、作曲・編曲：塚原Ricco義弘、歌：登山詩織、福地美和（1-22話）；柳澤伶弥（23-27話）
「未来へ」（オープニング）（28-32話）
「夢の時間(とき)〜Destiny〜」（エンディング）（28-31話）
作詞・作曲：香音、編曲：川上真樹、高橋良典

## スタッフ

### 監修
- 東京大学大学院　新領域創成科学研究科　助教授　小紫公也（製作当時） - 監修者自身の出演による技術解説コーナーもある。

### 製作・著作
- 科学技術振興機構
- 文部科学省（2006年度製作まで）
- 株式会社プレンティ
- 合資会社ピコグラフ